# Vexaincourt
Vexaincourt é uma comuna francesa na região administrativa de Grande Leste, no departamento de Vosges. Estende-se por uma área de 11,38 km². Em 2010 a comuna tinha 154 habitantes (densidade: 13,5 hab./km²).